# Мертон (боро Лондона)
Лондонский боро Мертон (англ. London Borough of Merton, произношениео файле) — один из 32 лондонских боро, находится на юго-западе, во внешнем Лондоне. Митчам, Морден и Уимблдон являются коммерческими центрами Мертона, крупнейший из них — Уимблдон.

## История
Боро был создан в 1965 году и объединил муниципальные районы Митчам, Уимблдон и Морден.
Название боро происходит от исторического прихода Мертон, который находился в районе южного Уимблдона и включал Мертонское аббатство (англ.). Мертонское аббатство было крупным центром образования в средневековой Англии, где учились Николас Брейкспир, впоследствии понтифик Адриан IV, единственный англичанин ставший папой римским, а также Томас Бекет. Аббатство разрушено Генрихом VIII в 1538 году.
Местный феодал Уильям де Мертон, канцлер при английских королях Генрихе III и Эдуарде I, основал в 1260-х годах Мертон-колледж в Оксфорде.
На территории боро располагалось поместье Мертон-плейс, в котором в 1801—1805 годах жили адмирал Нельсон и его возлюбленная Эмма Гамильтон.

## Население
По данным переписи 2011 года в боро Мертон проживало 200 500 человек. Из них 19,5 % составили дети (до 15 лет), 67,0 % лица трудоспособного возраста (от 16 до 64 лет) и 13,5 % лица пожилого возраста (от 65 лет и выше).

### Этнический состав
Основные этнические группы, согласно переписи 2007 года:
73,5 % — белые, в том числе 61,3 % — белые британцы, 2,5 % — белые ирландцы и 9,7 % — другие белые;
8,2 % — выходцы из Южной Азии, в том числе 4,6 % — индийцы, 2,6 % — пакистанцы и 1,0 % — бенгальцы;
8,1 % — чёрные, в том числе 3,9 % — чёрные африканцы (ганцы), 3,5 % — чёрные карибцы (ямайцы) и 0,7 % — другие чёрные (бразильцы);
4,6 % — метисы, в том числе 1,1 % — — азиаты, смешавшиеся с белыми, 0,9 чёрные карибцы, смешавшиеся с белыми, 0,5 % — чёрные африканцы, смешавшиеся с белыми и 0,8 % — другие метисы;
3,3 % — другие азиаты (корейцы, тайцы);
1,5 % — китайцы;
2,2 % — другие.

### Религия
Статистические данные по религии в боро на 2011 год:
| Религия      | Мертон % | Лондон % | Англия % |
| ------------ | -------- | -------- | -------- |
| Христианство | 56,1     | 48,4     | 59,4     |
| Ислам        | 8,1      | 12,4     | 5,0      |
| Индуизм      | 6,1      | 5,0      | 1,5      |
| Буддизм      | 0,9      | 1,0      | 0,5      |
| Иудаизм      | 0,4      | 1,8      | 0,5      |
| Сикхизм      | 0,2      | 1,5      | 0,8      |
| Другие       | 0,4      | 0,6      | 0,4      |
| Нет религии  | 20,6     | 20,7     | 24,7     |
| Не указана   | 7,0      | 8,5      | 8,4      |

## Административно-территориальное деление
Боро Мертон включает такие районы, как:
- Мертон
- Митчам
- Морден
- Норт-Чим
- Рейнс-Парк
- Сент-Хелиер
- Уимблдон

## Достопримечательности
- Парк Канниццаро